# Black Sun Empire
Black Sun Empire – holenderski zespół tworzący muzykę elektroniczną, drum and bass. 
Black Sun Empire powstał w Utrechcie w 1993, publicznie zaczął występować w 1995. W skład projektu wchodzą: Rene Verdult oraz bracia Milan i Micha Heyboer. Styl grupy wyklarował się w 1997. Pod koniec dekady BSE zaczęli nagrywać autorskie materiały, które ukazywały się w różnych holenderskich wytwórniach. W 2001 założyli własny label, Black Sun Empire Recordings. Obecnie posiadają także drugi − oBSEssions, a także trzeci pod nazwą Shadows of the Empire, na którym wydają muzykę z gatunku dubstep.